# Comazzo
Comazzo – miejscowość i gmina we Włoszech, w regionie Lombardia, w prowincji Lodi.
Według danych na rok 2004 gminę zamieszkiwało 1468 osób, 122,3 os./km².